# Рефлексивне замикання
У математиці, рефлексивне замикання бінарного відношення R на множині X — це найменше рефлексивне відношення на X яке містить R.
Наприклад, якщо X це множина різних чисел і xRy значить "x є меншим ніж y", тоді рефлексивне замикання R це відношення "x є меншим або рівним y".

## Визначення
Рефлексивне замикання S відношення R на множині X задається так
{\displaystyle S=R\cup \left\{(x,x):x\in X\right\}}
Словами, рефлексивне замикання R — об'єднання R з відношенням рівності на X.